# Coat of Many Colors
Coat of Many Colors (en español Abrigo de muchos colores) es el octavo álbum de estudio de Dolly Parton, publicado en 1971 por la discográfica RCA Records. El sencillo homónimo, dicho por la propia Parton, es su canción favorita.

## Lista de canciones
| #  | Canción                               | Compositores   | Duración |
| -- | ------------------------------------- | -------------- | -------- |
| 1  | Coat of Many Colors                   | Dolly Parton   | 3:04     |
| 2  | Traveling Man                         | Parton         | 2:40     |
| 3  | My Blue Tears                         | Parton         | 2:16     |
| 4  | If I Lose My Mind                     | Porter Wagoner | 2:29     |
| 5  | The Mystery of the Mystery            | Wagoner        | 2:28     |
| 6  | She Never Met a Man (She Didn't Like) | Parton         | 2:41     |
| 7  | Early Morning Breeze                  | Parton         | 2:54     |
| 8  | The Way I See You                     | Wagoner        | 2:46     |
| 9  | Here I Am                             | Parton         | 3:19     |
| 10 | A Better Place to Live                | Parton         | 2:39     |

## Créditos
- Dolly Parton – voz principal
- Billy Sanford – guitarra
- Dave Kirby – guitarra
- Jerry Shook – guitarra
- George McCormick – guitarra
- Pete Drake – guitarra
- Bobby Dyson – bajo
- Jerry Carrigan – tambor
- Buck Trent – banjo
- Mack Magaha – violín
- Johnny Gimble – violín
- Buddy Spicher – violín
- Hargus "Pig" Robbins – piano
- David Briggs – piano